# 2010年4月澳门

## 4月30日
- 行政長官崔世安抵達上海，出席世博開幕禮。華僑報Archive.today的存檔，存档日期2013-04-28
- 治安警察局否決多個團體在五一遊行中行經高士德大馬路及新馬路的計畫。新聞局（页面存档备份，存于）新聞局（页面存档备份，存于）

## 4月29日
- 終審法院裁決定，民政總署不得限制團體舉行集會地點。澳門博彩、建築業聯合自由工會勝訴，可於五月一日在黑沙環三角花園舉行集會後起步遊行。華僑報（页面存档备份，存于）

## 4月28日
- 經濟財政司司長譚伯源保證，符合法規規定的人士都會被納入中央儲蓄制度的名單。新聞局（页面存档备份，存于）

## 4月27日
- 行政長官發出批示，設立公共房屋事務委員會  。新聞局（页面存档备份，存于）
- 勞工事務局到銀河娛樂地盤點算本地勞工和外勞數量，但被指有非工人的本地人冒充其中。華僑報Archive.today的存檔，存档日期2013-04-28
- 一群青年向民政總署遞交通知，是本年第四批發起五一遊行的隊伍。華僑報（页面存档备份，存于）
- 統計局公佈本年1至3月失業率為2.9%，就業不足率1.8%，與上期持平。華僑報Archive.today的存檔，存档日期2013-04-28

## 4月26日
- 社會保障基金就中央儲蓄制度臨時名單引起的社會問題，承認係與治安警察局溝通及跟進不足而導致，向公眾致歉並即時推出相關簡易措施。華僑報（页面存档备份，存于）
- 《聘用外地僱員法》今日起生效。印務局（页面存档备份，存于）
- 行政長官批示，設立「澳門廣播電視股份有限公司策略發展工作小組」。澳門電台（页面存档备份，存于）
- 立法議員吳國昌在書面質詢中透露，在較早前與勞工事務局的會面中得知，並無專責組織負責統籌取締非法勞工。華僑報（页面存档备份，存于）

## 4月25日
- 運輸工務司司長劉仕堯透露特區政府增加細面積單位供應量的兩項措施，包括短期內公開拍賣一幅主要用作興建細面積單位土地，預計可增加超過五百個單位，以及活化工業大廈轉為住宅用途。澳門電台（页面存档备份，存于）

## 4月24日
- 行政長官崔世安就有市民未被納入中央公積金受益人臨時名單公開道歉。華僑報Archive.today的存檔，存档日期2013-04-28

## 4月23日
- 經濟財政司司長譚伯源與五個工會代表會面，了解失業工人情況。澳門電台（页面存档备份，存于）
- 海關表示去年接獲侵犯版權投拆達十一宗，比前年增加逾一倍。澳門電台（页面存档备份，存于）
- 有市民投訴並未被納入中央公積金受益人臨時名單內。社會保障基金表示下周會交代詳情。澳門電台（页面存档备份，存于）

## 4月22日
- 運建辦主任黃振東在「珠江論壇」上表示，特區政府向中央建議延長拱北口岸和橫琴口岸通關時間，並研究更好利用現已二十四小時通關的珠澳跨境工業區。華僑報（页面存档备份，存于）
- 涉及歐文龍貪污案的行賄案繼續審理，多名辯方律師申請要求在法庭閱覽案中的主要證物《歐文龍「友好手冊」》。華僑報（页面存档备份，存于）

## 4月21日
- 澳門特區政府各部門、公共機構及中央駐澳機構下半旗並停止公共娛樂活動，悼念2010年玉樹地震死難者。華僑報（页面存档备份，存于）
  - 萬利酒店的開幕儀式取消，煙火表演順延一天。澳門日報
- 涉及歐文龍貪污案的行賄案繼續審理，其中一名被告指是受歐文龍威脅才向其行賄。華僑報（页面存档备份，存于）
- 勞工事務局突擊搜查銀河娛樂一地盤，發現工地內一處供八百外勞居住的宿舍。行政長官崔世安在與工聯會面時亦承認打擊黑工力度不足。華僑報（页面存档备份，存于）華僑報（页面存档备份，存于）
- 運建辦計劃在靠近機場大馬路的輕軌首期車廠地段興建三層高的專題展覽館大樓。工程今日起開始招標。澳門電台（页面存档备份，存于）

## 4月20日
- 勞工事務局突擊搜查海天居地盤，發現工地內一處供一百多名外勞居住的宿舍。華僑報（页面存档备份，存于）
- 皇朝區倫敦街居民與運建辦主任會面，反映對澳門輕軌走線的意見。澳門電台（页面存档备份，存于）澳門電台（页面存档备份，存于）
- 鑑於泰國局勢未有改善，旅遊業議會宣佈暫停前往曼谷的旅行團直到4月29日。澳門電台（页面存档备份，存于）

## 4月19日
- 上周六被發現倒臥在氹仔的內地男子證實是一名黑工。華僑報（页面存档备份，存于）
- 勞工事務局稱，銀河娛樂已經與792名較早前獲聘的工人簽約。華僑報Archive.today的存檔，存档日期2013-04-28
- 國際古物遺跡理事會副主席郭旃在《城市發展與文化遺產保護》研討會表示世遺專家不能接受新葡京一帶高層建築。而本地地產商則認為不應硬性套用某一特定的嚴厲標準，而扼殺一個地區的發展及生存空間。新華澳報
- 衛生局宣佈回收一批不符合質量標準的香港製止痛藥。澳門電台（页面存档备份，存于）
- 五個工人團體宣佈5月1日舉行遊行。澳門電台（页面存档备份，存于）
- 行政長官發出批示，規定外勞住宿條件。政府公報（页面存档备份，存于）

## 4月18日
- 港務局局長黃穗文表示，期望今年內可正式推出新水價機制，其中居民用水偏向以階梯式分級收費。華僑報Archive.today的存檔，存档日期2013-04-28

## 4月17日
- 一名內地男子被發現右胸被竹木貫穿，倒臥氹仔大潭山郊野公園。送院情況危殆。澳門日報
- 首場《聘用外地僱員法》公眾講解會舉行。華僑報Archive.today的存檔，存档日期2013-04-28
- 戒煙保健會理事長歐家輝建議調升煙草稅，並加強協助市民戒煙。華僑報（页面存档备份，存于）

## 4月16日
- 立法會第一常設委員會舉行會議，確定單位業權人對非法旅館負連帶責任，對於累犯者亦會按單位作出處罰。華僑報（页面存档备份，存于）
- 商人周錦輝表示，爭取盡快完成漁人碼頭恐龍館的最後方案，呈交特區政府研究。華僑報（页面存档备份，存于）
- 房屋局局長譚光民表示將「全力以赴」，加快推進在2012年達成分階段興建、落成一萬九千個公共房屋單位的目標。華僑報（页面存档备份，存于）
- 勞工事務局一連兩天的臨時緊急就業登記結束，有2,691人登記。同場社會工作局亦為2,313人辦理經濟援助申請。澳門日報

## 4月15日
- 經濟財政司司長譚伯源在上海表示，現金分享計劃會在暑假期間進行。華僑報（页面存档备份，存于）
- 首屆澳門學國際學術研討會在澳門大學舉行。華僑報（页面存档备份，存于）
- 澳門電訊表示，本年第二季完成光纖網絡鋪設工程，屆時可提供21Mbps流動寬頻服務。華僑報Archive.today的存檔，存档日期2013-04-28
- 六家公共天線公司決定在星期一凌晨起停止播訓四個存在版權問題的頻道。華僑報（页面存档备份，存于）

## 4月14日
- 初級法院繼續審理與歐文龍貪污案相關的行賄及洗錢案。辯方律師提請傳召何厚鏵、曹其真、陳明金、吳在權為證人。華僑報（页面存档备份，存于）
- 祝慶生大校接替王玉仁少將，任解放軍駐澳門部隊司令員。澳門日報
- 中天能源回應議員關翠杏質疑供氣不足時指，是澳門電力的因素導致其無法供氣。關翠杏同日指中天任何推搪的理由皆不成立。華僑報Archive.today的存檔，存档日期2013-04-28
- 非凡航空事件：
  - 非凡航空主席顏延齡指民航局決定停牌時，已向其報告正進行招商工作。華僑報（页面存档备份，存于）

## 4月13日
- 對於前一天在勞工事務局發生的警民衝突，政府發言人譚俊榮表示高度關注和遺憾，又表示如果證實有企業假招工，將絕不手軟。澳門電台（页面存档备份，存于）
  - 勞工局局長孫家雄表示，已相約10名示威者代表明日在勞工局會面，聽取訴求。示威者希望政府容許傳媒列席。澳門電台（页面存档备份，存于）
- 非凡航空事件：
  - 澳門機場董事局及執行委員會主席鄧軍回應指，非凡作為航空公司，應按市場機制運作。航空運輸企業從成長至結束，屬正常現象。民航局局長陳穎雄重申，特區政府正按照法律程序處理非凡航空提出的訴訟。澳門電台（页面存档备份，存于）
- 行政會通過《聘用外地僱員法施行細則》行政法規，行政長官將透過批示訂定僱主為每名外僱繳付聘用費每月二百元，對製造業僱主則有權獲減收百分之五十並豁免聘用家務工作外僱的僱主繳付聘用費。華僑報Archive.today的存檔，存档日期2013-04-28

## 4月12日
- 鑑於泰國局勢惡化，旅遊業議會宣佈暫停前往曼谷的旅行團直到4月20日。澳門電台（页面存档备份，存于）
- 約一百名工人到勞工事務局抗議外勞泛濫，與在場戒備的警察對峙。示威者一度衝越警方架設的鐵馬，其中3男1女被警員抬走。其餘人士則於示威區靜坐。澳門電台（页面存档备份，存于）澳門電台（页面存档备份，存于）
  - 勞工事務局局長孫家雄晚上會見傳媒，指不願意與示威人士會面是避免開下先例，讓示威者以此法要求會見官員，又稱若發現銀河娛樂存有假招工，不會再向其批出外勞。澳門電台（页面存档备份，存于）澳門電台（页面存档备份，存于）

## 4月11日
- 晚上10時許一艘中國註冊運油船與一艘柬埔寨註冊貨船在距離外港約8海里附近的內地水域相撞，油船左邊船身破損出現入水及漏油，貨船船頭輕微損毀。港務局、海關及珠海海事局都派出船隻到現場救援。澳門電台（页面存档备份，存于）

## 4月10日
- 鑑於泰國局勢惡化，旅遊危機處理辦公室呼籲市民暫勿前往。華僑報（页面存档备份，存于）
- 衛生局局長李展潤表示，甲型H1N1流感疫苗接種率達四分之一即約十一萬份，多餘的疫苗會轉贈落後地區或退回。華僑報Archive.today的存檔，存档日期2013-04-28

## 4月9日
- 非凡航空事件：
  - 近五十名內地乘客到赴代辦機票的旅行社及出入境事務廳，要求協助延長留澳時間。華僑報Archive.today的存檔，存档日期2013-04-28
- 一名廣州國企董事長在澳豪賭5700萬元人民幣，被控挪用公款，在廣州市中級人民法院提堂。南方都市報
- 行政長官崔世安抵達海南省博鰲鎮，準備出席「博鰲亞洲論壇2010年年會」開幕式，並與省委書記衛留成、省長羅保銘會面。他表示今後將致力加強和推進澳瓊旅遊合作。華僑報Archive.today的存檔，存档日期2013-04-28
- 聖公會氹仔青年服務隊發表「澳門青少年親密行為」調查報告，發現受訪青年親密關係觀念開放程度較高，「拍拖」及發生性關係有低齡化趨勢，且不少受訪者傾向以墮胎解決未婚懷孕問題。華僑報（页面存档备份，存于）
- 澳門大學校長趙偉表示，橫琴校區建成後，不會把成本轉嫁到本地學生身上。華僑報Archive.today的存檔，存档日期2013-04-28
- 就近日房屋局局長指青洲坊公屋要2014年才能落成，運輸工務司司長劉仕堯表示，2012年一萬九千個公共房屋單位承諾不變。華僑報（页面存档备份，存于）

## 4月8日
- 非凡航空事件：
  - 經濟財政司司長譚伯源證實非凡航空已向中級法院向特區政府提出訴訟，要求索取停航損失。澳門電台（页面存档备份，存于）
- 初級法院審訊涉及歐案的商人及相關人士案件，被告是11人和2間公司，其中包括商人林偉、歐文龍妻子陳明瑛等四人缺席。澳門電台（页面存档备份，存于）
- 第三屆澳門國際環保合作發展論壇及展覽開幕。澳門電台（页面存档备份，存于）
- 澳門旅遊業議會表示，下星期一才決定是否取消到泰國曼谷的旅行團。澳門電台（页面存档备份，存于）

## 4月7日
- 非凡航空事件：
  - 旅遊危機處理辦公室宣佈當日起終止非凡航空事件的緊急應變機制。又表示連日來共協助460名受影響乘客安排回航機位，以及協助363名滯留外地的澳門人返澳。華僑報Archive.today的存檔，存档日期2013-04-28
- 一名外勞在檢察院割脈送院救治。澳門電台（页面存档备份，存于）
- 貿促局執委會主席張祖榮在回覆議員關翠杏書面質詢時表示，整個置業移民政策歷來共引入5萬人。493宗未完成審批的申請預計在本年度內完成處理。澳門電台（页面存档备份，存于）
- 民政總署管理委員會主席譚偉文表示，屠場專營合約將於今年八月到期，但屠場公司已向政府提出績約申請。華僑報Archive.today的存檔，存档日期2013-04-28

## 4月6日
- 非凡航空事件：
  - 非凡航空當晚發表聲明，宣佈「現正尋求法律意見，以便有秩序的和負責任地逐步結束業務」。辦事處已暫停營運。華僑報（页面存档备份，存于）
- 青年事務委員會召開年度首次會議。會上教青局委員報告和簡介了「偏差行為領域青年服務藍圖」的諮詢工作及修訂稿。華僑報Archive.today的存檔，存档日期2013-04-28
- 政府宣佈十五項大型道路工程，工期由兩個月至超過一年不等。華僑報（页面存档备份，存于）

## 4月5日
- 治安警察局出入境事務廳稱，己解決了外勞持工作證自助過關的技術問題。華僑報（页面存档备份，存于）

## 4月4日
- 由何威及何儉文執導的《豬扒包搭咖啡》獲澳門國際電影及錄像展「評審團大獎」。華僑報（页面存档备份，存于）

## 4月3日
- 一名少年疑因感情問題在林茂塘被多名青少年打至重傷。警方事後截獲五人。華僑報Archive.today的存檔，存档日期2013-04-28

## 4月2日
- 非凡航空事件：
  - 董事會主席顏延齡事件發生後首次公開露面，指要向政府追究責任並追討停航損失，又表示不肯定能否在7月前償還貸款。政府重申取銷非凡分專營合約是依法辦理。另外，政府會嚴格要求非凡航空依期依法還款。澳門電台（页面存档备份，存于）華僑報Archive.today的存檔，存档日期2013-04-28
  - 立法議員陳偉智在書面質詢中，質疑當局明知非凡航空營運出問題，仍然墊支讓非凡的航班出發。澳門電台（页面存档备份，存于）
  - 澳門旅遊業議會理事長胡景光相信，非凡事件對澳門旅遊業影響不大。澳門電台（页面存档备份，存于）

## 4月1日
- 銀河娛樂建築職位招聘會完結，落實招聘1,027人，目前已陸續聯絡他們簽約。澳門電台（页面存档备份，存于）
- 運輸工務司司長劉仕堯在立法會辯論最後一天解釋，政府的航空政策是透過資助航線起步開拓國際客源。澳門電台（页面存档备份，存于）